# 中央区 (圣彼得堡)

Tsentralny District on the older map of St. Petersburg

中央区（羅馬化：Tsentralny rayon）是俄罗斯圣彼得堡的一个区。它北面和东面到涅瓦河，南到支流運河（Обводный канал），西到豌豆街（Горо́ховая у́лица）一带，毗邻海军部区（Адмиралте́йский райо́н）。2002年人口236,856人。
丰坦卡河以内部分是圣彼得堡最早发展的部分，仅次于彼得保罗要塞。当人口开始在圣彼得堡聚集时，人们围绕要塞以外几乎是唯一的建筑海军部建造自己的房子。最大的行业是造船。彼得大帝最初的住所是一个小木屋（仍然存在，是一个博物馆），但他很快开始在木屋对面建设彼得大帝夏宫，后来他又建立冬宫。后来这一带构成城市的中央部分，布满许多古老的建筑和美丽的花园，如夏园、战神广场。该市最大的购物街涅瓦大街贯穿该区。